# Krampyangan
Krampyangan is een bestuurslaag in het regentschap Pasuruan van de provincie Oost-Java, Indonesië. Krampyangan telt 2734 inwoners (volkstelling 2010).